# Tarek Maaroufi
Pour les articles homonymes, voir Maaroufi.
Tarek Maaroufi, de son nom complet Tarek ben Habib ben al-Toumi al-Maaroufi (arabe : طارق بن الحبيب بن التومي المعروفي) alias Abou Ismail el Jendoubi (arabe : أبو اسماعيل الجندوبي), né le 23 novembre 1965 à Ghardimaou, est un militant islamiste tunisien.
Natif du gouvernorat de Jendouba en Tunisie, il obtient en 1993 la nationalité belge.
En mars 1995, Tarek Maaroufi est arrêté par les autorités belges avec des membres du Groupe islamique armé et condamnés à trois ans de prison avec sursis. 
En 2000, il fonde avec Abou Iyadh le Groupe combattant tunisien qui est listé le 10 octobre 2002 par le Conseil de sécurité des Nations unies comme lié au mouvement islamiste Al-Qaïda. Maaroufi est lui-même inscrit par le Conseil de sécurité sur la liste des sanctions d'Al-Qaïda le 3 septembre 2002.
Tarek Maaroufi est arrêté le 18 décembre 2001 et poursuivi par la justice belge pour complicité dans l'assassinat d'Ahmed Chah Massoud, chef de l'Alliance du Nord afghane, pour avoir fourni des faux papiers à l'un des meurtriers. Il est condamné à une peine de six ans de prison. 
Le 26 janvier 2009, il est déchu de sa nationalité belge, devenant ainsi le premier Belge à perdre sa nationalité depuis la Seconde Guerre mondiale.
Le 24 mars 2012, à la suite de l'amnistie générale prononcée en Tunisie, il regagne son pays natal.